# Sultanpur (Uttar Pradesh)
Sultanpur – miasto w północnych Indiach w stanie Uttar Pradesh, na Nizinie Hindustańskiej.
Populacja miasta w 2001 roku wynosiła 100 085 mieszkańców.